# Hertha Berliner Sport-Club 2009-2010
Questa voce raccoglie le informazioni riguardanti il Hertha Berliner Sport-Club nelle competizioni ufficiali della stagione 2009-2010.

## Stagione
Nella stagione 2009-2010 l'Hertha Berlino, allenato da Friedhelm Funkel, concluse il campionato di Bundesliga al 18º posto e retrocesse in 2. Bundesliga. In Coppa di Germania l'Hertha Berlino fu eliminato al secondo turno dal Monaco 1860. In Europa League l'Hertha Berlino fu eliminato ai sedicesimi di finale dal Benfica.

## Rosa
| N. |                      | Ruolo | Calciatore              |
| -- | -------------------- | ----- | ----------------------- |
| 40 | Germania (bandiera)  | P     | Sascha Burchert         |
| 1  | Rep. Ceca (bandiera) | P     | Jaroslav Drobný         |
| 30 | Germania (bandiera)  | P     | Christopher Gäng        |
| 12 | Germania (bandiera)  | P     | Timo Ochs               |
| 37 | Germania (bandiera)  | P     | Patrick Sobtzik         |
| 22 | Svezia (bandiera)    | D     | Rasmus Bengtsson        |
| 3  | Germania (bandiera)  | D     | Arne Friedrich          |
| 16 | Rep. Ceca (bandiera) | D     | Roman Hubník            |
| 6  | Germania (bandiera)  | D     | Christoph Janker        |
| 5  | Serbia (bandiera)    | D     | Nemanja Pejčinović      |
| 26 | Polonia (bandiera)   | D     | Łukasz Piszczek         |
| 35 | Germania (bandiera)  | D     | Shervin Radjabali-Fardi |
| 13 | Germania (bandiera)  | D     | Marc Stein              |
| 4  | Svizzera (bandiera)  | D     | Steve von Bergen        |
| 29 | Germania (bandiera)  | C     | Sascha Bigalke          |

| N. |                     | Ruolo | Calciatore          |
| -- | ------------------- | ----- | ------------------- |
| 7  | Brasile (bandiera)  | C     | Cícero              |
| 8  | Ungheria (bandiera) | C     | Pál Dárdai          |
| 20 | Germania (bandiera) | C     | Patrick Ebert       |
| 36 | Germania (bandiera) | C     | Lennart Hartmann    |
| 44 | Serbia (bandiera)   | C     | Gojko Kačar         |
| 21 | Georgia (bandiera)  | C     | Levan K'obiashvili  |
| 11 | Germania (bandiera) | C     | Florian Kringe      |
| 28 | Svizzera (bandiera) | C     | Fabian Lustenberger |
| 25 | Romania (bandiera)  | C     | Maximilian Nicu     |
| 31 | Kosovo (bandiera)   | C     | Fanol Përdedaj      |
| 10 | Brasile (bandiera)  | C     | Raffael             |
| 23 | Bulgaria (bandiera) | A     | Valeri Domovčijski  |
| 17 | Grecia (bandiera)   | A     | Theofanīs Gkekas    |
| 9  | Colombia (bandiera) | A     | Adrián Ramos        |
| 18 | Polonia (bandiera)  | A     | Artur Wichniarek    |

## Organigramma societario
Area tecnica
- Allenatore: Friedhelm Funkel
- Allenatore in seconda: Harry Gämperle, Christoph John
- Preparatore dei portieri: Christian Fiedler, Enver Marić
- Preparatori atletici: Henrik Kuchno, David de Mel

## Risultati

### Bundesliga

#### Girone di andata
| Arbitro: | Winkmann |

|           |           |  |
| Kačar 82’ | Marcatori |  |

| Arbitro: | Schmidt |

|                          |           |           |
| Brouwers 23’ Matmour 52’ | Marcatori | 53’ Kačar |

| Arbitro: | Brych |

|           |           |  |
| Yahia 47’ | Marcatori |  |

| Arbitro: | Kinhöfer |

|                        |           |                                 |
| Piszczek 77’ Ebert 90’ | Marcatori | 57’ Özil 74’ Borowski 83’ Naldo |

| Arbitro: | Meyer |

|                                 |           |          |
| Ivanschitz 79’ (rig.) Bancé 85’ | Marcatori | 49’ Nicu |

| Arbitro: | Aytekin |

|  |           |                                          |
|  | Marcatori | 6’, 68’ Banović 12’ Makiadi 42’ Idrissou |

| Arbitro: | Sippel |

|                                                   |           |             |
| Ibišević 1’, 4’, 21’ Obasi 58’ Eduardo 62’ (rig.) | Marcatori | 45’ Raffael |

| Arbitro: | Perl |

|              |           |                                         |
| Friedrich 9’ | Marcatori | 23’ (aut.) Kaká 38’ Jarolím 40’ Roberto |

| Arbitro: | Kinhöfer |

|                            |           |  |
| Gygax 18’ Bunjaku 26’, 60’ | Marcatori |  |

| Berlino 25 ottobre 2009, ore 15:30 CET 10ª giornata | Hertha Berlino | 0 – 0 referto | Wolfsburg | Olympiastadion (36 799 spett.)\| Arbitro: \| Wagner \| |
| Arbitro:                                            | Wagner         |               |           |                                                        |

| Arbitro: | Brych |

|                              |           |  |
| Şahin 60’ (rig.) Barrios 90’ | Marcatori |  |

| Arbitro: | Rafati |

|  |           |               |
|  | Marcatori | 79’ Novakovič |

| Arbitro: | Gagelmann |

|                |           |           |
| Kuzmanović 82’ | Marcatori | 49’ Ramos |

| Arbitro: | Fleischer |

|           |           |                              |
| Ramos 81’ | Marcatori | 10’ Ochs 70’ Franz 75’ Meier |

| Arbitro: | Kircher |

|                                |           |  |
| Kurányi 59’ Rafinha 90’ (rig.) | Marcatori |  |

| Arbitro: | Rafati |

|               |           |                      |
| Ramos 8’, 90’ | Marcatori | 77’ Kroos 90’ Kaplan |

| Arbitro: | Fritz |

|                                                     |           |                       |
| Buyten 16’ Gómez 31’ Robben 32’ Müller 60’ Olić 77’ | Marcatori | 71’ Ramos 90’ Raffael |

#### Girone di ritorno
| Arbitro: | Gagelmann |

|  |           |                                     |
|  | Marcatori | 29’ Piszczek 33’ Raffael 80’ Gkekas |

| Berlino 23 gennaio 2010, ore 15:30 CET 19ª giornata | Hertha Berlino | 0 – 0 referto | Borussia M'gladbach | Olympiastadion (46 090 spett.)\| Arbitro: \| Schmidt \| |
| Arbitro:                                            | Schmidt        |               |                     |                                                         |

| Berlino 30 gennaio 2010, ore 15:30 CET 20ª giornata | Hertha Berlino | 0 – 0 referto | Bochum | Olympiastadion (38 127 spett.)\| Arbitro: \| Weiner \| |
| Arbitro:                                            | Weiner         |               |        |                                                        |

| Arbitro: | Perl |

|                       |           |            |
| Marin 66’ Pizarro 81’ | Marcatori | 68’ Gkekas |

| Arbitro: | Brych |

|           |           |           |
| Ramos 51’ | Marcatori | 37’ Bancé |

| Arbitro: | Winkmann |

|  |           |                           |
|  | Marcatori | 27’ Ramos 35’, 57’ Cícero |

| Arbitro: | Kinhöfer |

|  |           |                     |
|  | Marcatori | 35’ Ba 90’ Ibišević |

| Arbitro: | Fleischer |

|            |           |  |
| Jansen 39’ | Marcatori |  |

| Arbitro: | Kircher |

|            |           |                            |
| Gkekas 36’ | Marcatori | 61’ Bunjaku 90’ Charisteas |

| Arbitro: | Sippel |

|             |           |                                   |
| Grafite 36’ | Marcatori | 6’, 26’, 63’ Gkekas 8’, 84’ Ramos |

| Berlino 27 marzo 2010, ore 15:30 CET 28ª giornata | Hertha Berlino | 0 – 0 referto | Borussia Dortmund | Olympiastadion (60 441 spett.)\| Arbitro: \| Wagner \| |
| Arbitro:                                          | Wagner         |               |                   |                                                        |

| Arbitro: | Gagelmann |

|  |           |                             |
|  | Marcatori | 25’, 45’ Raffael 75’ Cícero |

| Arbitro: | Weiner |

|  |           |           |
|  | Marcatori | 74’ Cacau |

| Arbitro: | Brych |

|                      |           |                       |
| Korkmaz 37’ Russ 63’ | Marcatori | 17’ Kačar 43’ Raffael |

| Arbitro: | Drees |

|  |           |                |
|  | Marcatori | 87’ Westermann |

| Arbitro: | Sippel |

|               |           |             |
| Friedrich 59’ | Marcatori | 12’ Raffael |

| Arbitro: | Meyer |

|           |           |                          |
| Ramos 60’ | Marcatori | 20’ Olić 74’, 88’ Robben |

### Coppa di Germania
| Arbitro: | Willenborg |

|            |           |                                    |
| Lorenz 53’ | Marcatori | 23’, 120’ Raffael 118’ Domovčijski |

| Arbitro: | Kircher |

|                                 |                      |                           |
| Bengtsson 10’ (aut.) Cooper 50’ | Marcatori            | 75’ Ramos 79’ Domovčijski |
| Hoffmann Ludwig Mlapa Felhi     | Tiri di rigore 4 – 1 | Kačar Janker Domovčijski  |

### Europa League

#### Fase di qualificazione
| Arbitro: | Blom |

|                                    |           |                 |
| Bischoff 51’ Pejčinović 70’ (aut.) | Marcatori | 53’ Domovčijski |

| Arbitro: | Tagliavento |

|                           |           |            |
| Kačar 75’, 86’ Dárdai 80’ | Marcatori | 51’ Duncan |

#### Fase a gironi
| Arbitro: | Kelly |

|              |           |             |
| Piszczek 34’ | Marcatori | 48’ Gauračs |

| Arbitro: | Gumienny |

|           |           |  |
| Silva 18’ | Marcatori |  |

| Arbitro: | Kapitanis |

|  |           |            |
|  | Marcatori | 36’ Losada |

| Arbitro: | Balaj |

|                     |           |                                     |
| Papadopulos 4’, 36’ | Marcatori | 21’, 52’ Domovčijski 90’ Wichniarek |

| Arbitro: | II. |

|  |           |             |
|  | Marcatori | 12’ Raffael |

| Arbitro: | Kulbakov |

|           |           |  |
| Kačar 70’ | Marcatori |  |

#### Fase ad eliminazione diretta
| Arbitro: | Hauge |

|                   |           |             |
| García 33’ (aut.) | Marcatori | 4’ Di María |

| Arbitro: | Vink |

|                                       |           |  |
| Aimar 24’ Cardozo 48’, 62’ García 59’ | Marcatori |  |

## Statistiche

### Statistiche di squadra
| Competizione      | Punti | In casa | In casa | In casa | In casa | In casa | In casa | In trasferta | In trasferta | In trasferta | In trasferta | In trasferta | In trasferta | Totale | Totale | Totale | Totale | Totale | Totale | DR  |
| Competizione      | Punti | G       | V       | N       | P       | Gf      | Gs      | G            | V            | N            | P            | Gf           | Gs           | G      | V      | N      | P      | Gf     | Gs     | DR  |
| ----------------- | ----- | ------- | ------- | ------- | ------- | ------- | ------- | ------------ | ------------ | ------------ | ------------ | ------------ | ------------ | ------ | ------ | ------ | ------ | ------ | ------ | --- |
| Bundesliga        | 24    | 17      | 1       | 6       | 10      | 10      | 26      | 17           | 4            | 3            | 10           | 24           | 30           | 34     | 5      | 9      | 20     | 34     | 56     | -22 |
| Coppa di Germania | -     | 0       | 0       | 0       | 0       | 0       | 0       | 2            | 1            | 1            | 0            | 5            | 3            | 2      | 1      | 1      | 0      | 5      | 3      | +2  |
| Europa League     | -     | 5       | 2       | 2       | 1       | 6       | 4       | 5            | 2            | 0            | 3            | 5            | 9            | 10     | 4      | 2      | 4      | 11     | 13     | -2  |
| Totale            | -     | 22      | 3       | 8       | 11      | 16      | 30      | 24           | 7            | 4            | 13           | 34           | 42           | 46     | 10     | 12     | 24     | 50     | 72     | -22 |

### Andamento in campionato
| Giornata  | 1 | 2 | 3  | 4  | 5  | 6  | 7  | 8  | 9  | 10 | 11 | 12 | 13 | 14 | 15 | 16 | 17 | 18 | 19 | 20 | 21 | 22 | 23 | 24 | 25 | 26 | 27 | 28 | 29 | 30 | 31 | 32 | 33 | 34 |
| --------- | - | - | -- | -- | -- | -- | -- | -- | -- | -- | -- | -- | -- | -- | -- | -- | -- | -- | -- | -- | -- | -- | -- | -- | -- | -- | -- | -- | -- | -- | -- | -- | -- | -- |
| Luogo     | C | T | T  | C  | T  | C  | T  | C  | T  | C  | T  | C  | T  | C  | T  | C  | T  | T  | C  | C  | T  | C  | T  | C  | T  | C  | T  | C  | T  | C  | T  | C  | T  | C  |
| Risultato | V | P | P  | P  | P  | P  | P  | P  | P  | N  | P  | P  | N  | P  | P  | N  | P  | V  | N  | N  | P  | N  | V  | P  | P  | P  | V  | N  | V  | P  | N  | P  | N  | P  |
| Posizione | 4 | 8 | 13 | 16 | 17 | 18 | 18 | 18 | 18 | 18 | 18 | 18 | 18 | 18 | 18 | 18 | 18 | 18 | 18 | 18 | 18 | 18 | 18 | 18 | 18 | 18 | 18 | 18 | 18 | 18 | 18 | 18 | 18 | 18 |

Legenda:

Luogo: C = Casa; T = Trasferta. Risultato: V = Vittoria; N = Pareggio; P = Sconfitta.

### Statistiche dei giocatori
| Giocatore          | Bundesliga | Bundesliga | Bundesliga  | Bundesliga | Coppa di Germania | Coppa di Germania | Coppa di Germania | Coppa di Germania | Europa League | Europa League | Europa League | Europa League | Totale   | Totale | Totale      | Totale     |
| Giocatore          | Presenze   | Reti       | Ammonizioni | Espulsioni | Presenze          | Reti              | Ammonizioni       | Espulsioni        | Presenze      | Reti          | Ammonizioni   | Espulsioni    | Presenze | Reti   | Ammonizioni | Espulsioni |
| ------------------ | ---------- | ---------- | ----------- | ---------- | ----------------- | ----------------- | ----------------- | ----------------- | ------------- | ------------- | ------------- | ------------- | -------- | ------ | ----------- | ---------- |
| S. Burchert        | 3          | 0          | 0           | 0          | 1                 | 0                 | 0                 | 0                 | 3             | 0             | 0             | 0             | 7        | 0      | 0           | 0          |
| J. Drobný          | 30         | 0          | 3           | 0          | 1                 | 0                 | 0                 | 0                 | 8             | 0             | 1             | 0             | 39       | 0      | 4           | 0          |
| C. Gäng            | -          | -          | -           | -          | -                 | -                 | -                 | -                 | -             | -             | -             | -             | -        | -      | -           | -          |
| T. Ochs            | 2          | 0          | 0           | 0          | -                 | -                 | -                 | -                 | -             | -             | -             | -             | 2        | 0      | 0           | 0          |
| P. Sobtzik         | -          | -          | -           | -          | -                 | -                 | -                 | -                 | -             | -             | -             | -             | -        | -      | -           | -          |
| R. Bengtsson       | 6          | 0          | 0           | 0          | 1                 | 0                 | 0                 | 0                 | 2             | 0             | 1             | 0             | 9        | 0      | 1           | 0          |
| A. Friedrich       | 31         | 1          | 7           | 0          | 2                 | 0                 | 1                 | 0                 | 7             | 0             | 3             | 0             | 40       | 1      | 11          | 0          |
| R. Hubník          | 7          | 0          | 1           | 0          | -                 | -                 | -                 | -                 | -             | -             | -             | -             | 7        | 0      | 1           | 0          |
| C. Janker          | 15         | 0          | 0           | 1          | 1                 | 0                 | 0                 | 0                 | 8             | 0             | 2             | 0             | 24       | 0      | 2           | 1          |
| N. Pejčinović      | 16         | 0          | 2           | 0          | 2                 | 0                 | 1                 | 0                 | 7             | 0             | 1             | 0             | 25       | 0      | 4           | 0          |
| Ł. Piszczek        | 31         | 2          | 2           | 0          | 2                 | 0                 | 0                 | 0                 | 9             | 1             | 0             | 0             | 42       | 3      | 2           | 0          |
| S. Radjabali-Fardi | -          | -          | -           | -          | -                 | -                 | -                 | -                 | 1             | 0             | 0             | 0             | 1        | 0      | 0           | 0          |
| M. Stein           | 10         | 0          | 2           | 0          | 1                 | 0                 | 0                 | 0                 | 4             | 0             | 1             | 0             | 15       | 0      | 3           | 0          |
| S. Bergen          | 25         | 0          | 0           | 0          | 1                 | 0                 | 1                 | 0                 | 9             | 0             | 2             | 0             | 35       | 0      | 3           | 0          |
| S. Bigalke         | 1          | 0          | 0           | 0          | -                 | -                 | -                 | -                 | 2             | 0             | 0             | 0             | 3        | 0      | 0           | 0          |
| Cícero             | 30         | 3          | 4           | 0          | 2                 | 0                 | 0                 | 0                 | 9             | 0             | 0             | 0             | 41       | 3      | 4           | 0          |
| P. Dárdai          | 17         | 0          | 2           | 0          | 2                 | 0                 | 0                 | 0                 | 4             | 1             | 0             | 0             | 23       | 1      | 2           | 0          |
| P. Ebert           | 16         | 1          | 5           | 0          | 2                 | 0                 | 1                 | 0                 | 5             | 0             | 1             | 1             | 23       | 1      | 7           | 1          |
| L. Hartmann        | 2          | 0          | 0           | 0          | -                 | -                 | -                 | -                 | 1             | 0             | 0             | 0             | 3        | 0      | 0           | 0          |
| G. Kačar           | 22         | 3          | 3           | 1          | 2                 | 0                 | 0                 | 0                 | 6             | 3             | 1             | 0             | 30       | 6      | 4           | 1          |
| L. K'obiashvili    | 16         | 0          | 5           | 0          | -                 | -                 | -                 | -                 | 1             | 0             | 0             | 0             | 17       | 0      | 5           | 0          |
| F. Kringe          | 12         | 0          | 2           | 0          | -                 | -                 | -                 | -                 | 3             | 0             | 0             | 0             | 15       | 0      | 2           | 0          |
| F. Lustenberger    | 23         | 0          | 6           | 0          | -                 | -                 | -                 | -                 | 4             | 0             | 1             | 0             | 27       | 0      | 7           | 0          |
| M. Nicu            | 15         | 1          | 0           | 0          | 2                 | 0                 | 0                 | 0                 | 9             | 0             | 0             | 0             | 26       | 1      | 0           | 0          |
| F. Përdedaj        | -          | -          | -           | -          | -                 | -                 | -                 | -                 | -             | -             | -             | -             | -        | -      | -           | -          |
| Raffael            | 31         | 7          | 9           | 0          | 2                 | 2                 | 1                 | 0                 | 7             | 1             | 1             | 1             | 40       | 10     | 11          | 1          |
| V. Domovčijski     | 16         | 0          | 0           | 0          | 2                 | 2                 | 1                 | 0                 | 7             | 3             | 1             | 0             | 25       | 5      | 2           | 0          |
| T. Gkekas          | 17         | 6          | 1           | 0          | -                 | -                 | -                 | -                 | 2             | 0             | 0             | 0             | 19       | 6      | 1           | 0          |
| A. Ramos           | 29         | 10         | 1           | 0          | 1                 | 1                 | 0                 | 0                 | 7             | 0             | 0             | 0             | 37       | 11     | 1           | 0          |
| A. Wichniarek      | 19         | 0          | 1           | 0          | 1                 | 0                 | 0                 | 0                 | 8             | 1             | 1             | 0             | 28       | 1      | 2           | 0          |
| Cesar              | 3          | 0          | 0           | 0          | -                 | -                 | -                 | -                 | 2             | 0             | 0             | 0             | 5        | 0      | 0           | 0          |
| Kaká               | 2          | 0          | 0           | 0          | -                 | -                 | -                 | -                 | 2             | 0             | 1             | 0             | 4        | 0      | 1           | 0          |